# SStB – Schneeberg bis Semmering
Die Dampflokomotiven SStB – Schneeberg bis Semmering waren sechs Stütztenderlokomotiven der Südlichen Staatsbahn (SStB) Österreich-Ungarns nach Bauart Engerth.
Die sechs Lokomotiven wurden von Cockerill in Seraing 1856 und 1857 geliefert.
Sie erhielten die Namen „SCHNEEBERG“, „KLAMM“, „SCHLÖGLMÜHL“, „PAYERBACH“, „STEINHAUS“ und „SEMMERING“.
Alle Lokomotiven dieser Reihe kamen 1858 im Zuge der Privatisierung österreichischer Staatsbahnen zur Südbahngesellschaft, die sie als Reihe 20 (ab 1864 als Reihe 26) bezeichnete.
Alle Maschinen dieser Reihe wurden von 1866 bis 1873 in normale dreifach gekuppelte Lokomotiven mit Standardtendern umgebaut.
Die umgebauten Loks waren bis 1906 im Einsatz.